# Jerónimo Brignone
Juan Jerónimo Brignone, conocido como Jeronimo o Jerry Brignone (Buenos Aires, 7 de junio de 1962), es un lingüista, director teatral, cinematográfico y astrólogo argentino.

## Actividad académica
Licenciado y profesor en Letras (2008) por la Universidad de Buenos Aires, se abocó a la difusión de la cultura e idioma griego modernos, sobre todo mediante la organización de conferencias en diversos ámbitos, incluida la embajada de Grecia, con la asociación filohelénica Cariátide (creada en 1978 y de la cual es Secretario desde 1997 y Presidente desde 2022), numerosos actos públicos, los cursos de idioma griego que dicta desde 2006 en el Instituto de Filología Clásica de la Facultad de Filosofía y Letras de la Universidad de Buenos Aires y la fundación y dirección desde 2009 de la Cátedra Libre de Estudios Griegos, Bizantinos y Neohelénicos de esa Universidad, en cuya Facultad de Derecho se desempeña como Profesor Examinador en la Carrera de Traductor Público. Docente a cargo de los cursos de griego moderno de la Universidad de La Punta (Prov. de San Luis), desde 2014 conduce asimismo el programa cultural semanal de radio Las palabras y las notas, accesible en formato de podcast, y desde 2024 el webinar Radio Grecia de la Universidad de Buenos Aires.   

## Teatro y cine
Ha participado desde su adolescencia en más de treinta puestas teatrales (algunas en griego) como director, actor, autor, músico, asistente o productor. En 2007 dirigió en Italia el largometraje  Bomarzo 2007, versión experimental de la ópera de Alberto Ginastera y Manuel Mujica Lainez.

## Astrología
Es miembro fundador de la Fundación Centro Astrológico de Buenos Aires, continuación de la entidad creada en 1961 y de cuya conducción se halló a cargo desde 1992 como vicedirector y de 2000 a 2015 como director de estudios. Autor del internacionalmente difundido Manual de técnicas de síntesis astrológica: el camino en el mapa natal, desde 1988 se dedica a la docencia e investigación de la astrología, cuyo estudio comenzó a los 23 años de edad. Actualmente director de Nueva Delfos, ha dictado numerosas conferencias y participado repetidamente en programas de radio y televisión, diarios, revistas, publicaciones especializadas, y como disertante invitado representando a Argentina en varios congresos internacionales (Denver, Nueva York, Madrid, Barcelona, Alicante, Atenas, Río de Janeiro, Arequipa, Bogotá y Buenos Aires).

## Premios
- 2003 Primer Premio a la Excelencia Astrológica otorgado por un jurado internacional en Buenos Aires en el 7º encuentro entre astrólogos por la ponencia Las Semicúspides Topocéntricas, luego publicada en la revista española Mercurio-3 de la Editorial Bruguera.[50]
- 2011 Diplomas de honor de Licenciado y Profesor en Letras (promedio 9.50) por la Facultad de Filosofía y Letras de la Universidad de Buenos Aires.[51]
- 2013 Diploma de honor de Posgrado Consultor Astrológico F.Caba por la Fundación Centro Astrológico de Buenos Aires.[52]

## Obras
Libros
- Manual de Técnicas de Síntesis Astrológica: El Camino en el Mapa Natal. 2005. Kier, Buenos Aires. 384 pág. ISBN 9501741060. Presentado en la Fundación Centro Astrológico de Buenos Aires.
- Ensayos Astrológicos: Abriendo Nuevos Caminos. Investigación, aplicación, difusión. 2012. Fundación Caba, Buenos Aires. 410 pág. ISBN 978-987-28503-0-2. Presentado en el BAUEN Suite Hotel.
- Ígnea Medeas (teatro) (1985). 2015. Autor, Buenos Aires. 104 pág. ISBN 978-987-33-7232-2. Presentado en el Centro Cultural Borges.
- Jerónimo Brignone. Teatro, relecturas y recreaciones: Edipo, Dr. Jekyll & Mr. Hyde. (1987, 1997). 2015. ars maxjer contemporanea, Buenos Aires. 144 pág. ISBN 978-987-33-7541-5. Presentado en el Centro Cultural Borges.
- Memorias de Juliano. De Uno, del fracaso (teatro). 2019. ars maxjer contemporanea, Buenos Aires. 160 pág. ISBN 978-987-86-2711-3. Presentado en el Hospital Italiano de Buenos Aires.
- Manual de astrología aplicada: los astros de Bomarzo 2007. 2023. ars maxjer contemporánea, Buenos Aires. 440 pág. ISBN 978-987-88-8355-7. Presentado en la Fundación Columbia de Conciencia y Energía del Banco Columbia.
- Los astrólogos asesinos (teatro). 2024. ars maxjer contemporánea, Buenos Aires. 48 pág. ISBN 978-631-00-2770-8 Presentado en el Petit Colón de la Ciudad de Buenos Aires.
- Astrología multidimensional: la ciencia del futuro. 2024. Nueva Delfos, Buenos Aires. 240 pág. ISBN 978-631-00-6836-7 . Presentado en el Club del Progreso.
- Astrología: tratado integral. El cielo y nuestra vida en escena. Obras completas - astrología y teatro (1979-2024). 2025. Nueva Delfos, Buenos Aires. 1251 pág. ISBN 978-631-00-9406-9 . Presentado en YouTube.

Película
- Bomarzo 2007 (Italia, 2007). Director y productor.

Obras de teatro
- Los astrólogos asesinos, de Jerry Brignone (2024). Autor, dirección. Teatro Brilla Cordelia.
- Memorias de Juliano. De Uno, del fracaso, de Jerry Brignone (2019). Autor, actuación y dirección. El Sábato Espacio Cultural Económicas UBA y Espacio Cultural Urbano.
- Los Reyes, de Julio Cortázar (2014). Dirección. Museo de Arte Español Enrique Larreta.
- Raíces en el tiempo, de Spyros Vergos (2001). Codirección y actuación (Spyros). Salón Dorado del Palacio de la Legislatura de la Ciudad de Buenos Aires.
- Cinco Cartas, de Mabel Pagano (2001). Dirección. Club del Progreso.
- Antígona (fragmentos), de Sófocles (2000). Adaptador, director y actor (Creonte). Salón Dorado de la Casa de la Cultura del Gobierno de la Ciudad de Buenos Aires.
- Sappho, Eros ke Kavafis, de Constantino Cavafis, Safo de Mitilene y otros (1999). Adaptación, dirección y actuación (Kavafis). Fundación Proarte de Palermo (Camarín de las Musas).
- Kassandra, de Iannis Xenakis (1999). Dirección y actuación (Coro). Teatro La Scala de San Telmo.
- Escuché que alguien lloraba, de Adriana Strupp (1999). Dirección y actuación (Julio). Teatro IFT.
- De Héroes y Dioses... Eternamente Grecia (1998). Actor (el Turista). Teatro Municipal Regio.
- Daniela, la otra historia, de Adriana Strupp (1998-1999). Dirección. Teatro IFT.
- Clara, ¿tenía que oscurecerse?, de Adriana Strupp (1998-1999). Dirección. Teatro IFT (presenciada por miles de adolescentes con el auspicio de la Organización Mundial de la Salud - OMS).
- Sangre Vienesa: Epatéleburgoá, de Iannis Zombolas (1998). Autor (con seudónimo), dirección, actuación (el acordeonista) y ejecutante de la música en vivo. Manzana de las Luces.
- Idípus Tyrannos: la conspiración de las mujeres, de Jerry Brignone (1997-1998). Adaptación (con seudónimo Iannis Zómbolas), producción, producción ejecutiva, dirección, coreografía y actuación (Edipo), versión libre en griego clásico, griego moderno y castellano de la tragedia de Sófocles. Manzana de las Luces.
- Astrodrama, creación grupal (1992-1996). Idea, creación y conducción del grupo Sephirot, con happenings psicodramáticos a público sobre sus cartas astrológicas. Fundación Centro Astrológico de Buenos Aires.
- Parábola del Hombre Joven y el Viejo, de Roberto Herrscher (1989). Dirección. Centro Cultural Recoleta.
- Máscaras, de Alice Gerstenberg (1988). Traducción y dirección. El Pozo Voluptuoso.
- Sangre Vienesa: Epatéleburgoá, de Jerry Brignone (1988-1989). Autor (con seudónimo Iannis Zómbolas), dirección, actuación (el acordeonista) y ejecutante de la música en vivo.  Centro Cultural Ricardo Rojas (UBA) y Teatro Stella Maris.
- Técnicas, de Stevenson-Zombolas (1987). Adaptación (con seudónimo Iannis Zómbolas), dirección, realización de la música en vivo y actuación (Dr. Jeckyll). Teatro Espacios y  Centro Cultural Ricardo Rojas (UBA).
- Antígona Furiosa, de Griselda Gambaro (1986-1988). Productor ejecutivo y asistente de dirección, con dirección de Laura Yusem, escenografía de Graciela Galán y esculturas de Juan Carlos Distéfano. Auditorio del Instituto Goethe, Los Teatros de San Telmo, Teatro Nacional Cervantes y Festival Nacional de Teatro de Córdoba.
- Ígnea Medeas, de Jerónimo Brignone (1985). Autor (con seudónimo Iannis Zómbolas) y dirección. Teatro Espacios.
- Visita, de Ricardo Monti (1984). Codirección y actuación (Lali). Teatro Escuela.
- 1984, de George Orwell (1984). Adaptación, codirección y actuación (O'Brian). Teatro Escuela.
- El señor Galíndez, de Eduardo Pavlovsky (1983-1984). Codirección y actuación (Eduardo). Teatro Escuela.
- Víctimas del Deber, de Eugène Ionesco (1983-1984). Codirección y actuación (Schubert). Teatro Escuela.
- Somos, de Eduardo Pavlovsky (1982-1984). Codirección y actuación (Superyó). Teatro Escuela.
- La Voz Humana, de Jean Cocteau (1981). Dirección. Teatro Santa Teresita.
- Canción de Navidad, de Charles Dickens (1980). Adaptación, realización de música en vivo, dirección y actuación (Ebenezer Scrooge). Teatro Santa Teresita.
- Ha llegado un inspector, de J. B. Priestley (1980). Dirección y actuación (Arthur Birling). Teatro Santa Teresita.
- Bagatelas, de Susan Glaspell (1980). Traducción y dirección. Teatro de la Cova.
- Máscaras, de Alice Gerstenberg (1979). Traducción y dirección. Teatro de la Cova.